# Sebastián Lamacchia
Sebastián Lamacchia (Dolores, Buenos Aires; 10 de octubre de 1987) es un futbolista argentino que juega en la demarcación de defensa central, su equipo actual es Villacidrese Calcio en la región de Sardegna, ciudad de Villacidro (Italia), disputa el campeonato de Eccellenza (5ta categoría). 

## Trayectoria
Lamacchia, con 20 años, se sumó a Atlas de General Rodríguez equipo de la Primera de D del fútbol argentino. Allí disputó 24 partidos durante la Temporada 2007-2008, marcando 3 goles. Entre 2008 y 2010 jugó en Deportivo Morón equipo de la Primera B metropolitana, aquí en la institución del oeste firma su primer contrato como futbolista profesional, disputando un total de 23 partidos. En 2010 y hasta 2013 jugaría para Sportivo Italiano equipo de la Primera B Metropolitana un total de 85 partidos, 3 goles. A mediados de 2013 pasaría a Estudiantes de Buenos Aires también en la Primera B Metropolitana donde jugaría hasta fines de 2014, 44 partidos y marcando 2 goles
El 12 de enero de 2015 pasa a jugar a Platense equipo de la Primera B Metropolitana, donde jugaría 38 partidos sobre 42 en disputa, Disputa el torneo reducido quedando fuera con Estudiantes de Buenos Aires en cuartos de final,gran performance en el equipo de Vicente López.
En el año 2016 llega a Deportivo Riestra, con un total de 58 partidos y consigue el ascenso a la Primera B Nacional en el año 2017. Aquí disputa su primer año en la 2.ª categoría del Futbol Argentino donde permanece hasta diciembre de 2018.
En agosto de 2019 se suma a A.S.D Pozzallo (Sicilia) de la categoría Promozione del futbol Italiano (6.ª categoría) donde permanece solo hasta fines de noviembre, marca un gol en el equipo de Sicilia, en diciembre de ese año 2019 llega a F.C Monteponi Iglesias (Sardegna) de la categoría Promozione (6.ª categoría) donde se desempeñó hasta el 30 de junio de 2020, también marcando un gol para el equipo de la ciudad de Iglesias. 
En el segundo sementre del corriente año, firma para Arbus Calcio, su equipo disputa el campeonato de Eccelenza (5.ª categoría), donde se desempeñó hasta diciembre de 2020, campeonato inconcluso a causa de la pandemia.
Lamacchia al inicio del año 2021 llega la Asociación Olympia Agnonese, de la región de Molise en la ciudad de Agnone donde se queda hasta el fin del campeonato, disputando solo el 2.º semestre en la institución que milita en la Serie D del fútbol Italiano. (4.ª categoría).
En el segundo semestre del 2021, a mediados de agosto se suma a una nueva institución ASD Castellaneta Calcio, en la ciudad de Castellaneta, región de Puglia , para disputar el campeonato de Eccelenza (5.ª categoría del fútbol italiano). Lo que fue solo un breve paso por quiebre de la institución Pugliese, en el mes de noviembre deja Puglia buscando nuevos horizontes, llegando a la ciudad de Sora, en la región de Lazio... donde firma para disputar los últimos 7 meses del campeonato de Eccelenza con la camiseta del Sora Calcio 1907, institución histórica en el fútbol de la región de Lazio y a nivel nacional, donde logra el segundo puesto en el campeonato quedando habilitado para jugar el play off regional con el equipo Sorano siendo uno de los puntales del equipo en una sociedad histórica como lo es Sora Calcio 1907, luego de disputar un triangular para definir el segundo ascenso, no logrando el objetivo.
Para la temporada 2022/2023 llega a un acuerdo con Anagni Calcio, donde disputará el torneo de Eccelenza de la 5.ª categoría del fútbol Italiano, pero el paso fue solo de 6 meses, marcando 3 goles en la institución Laziale.
En la temporada 2023 luego de interrumpir su acuerdo con la sociedad calcistica de la región de Lazio, vuelve a Sardegna en diciembre de 2022, donde juega el resto del año para el Budoni Calcio, de la categoría eccelenza, 5.ª división Italiana, nuevamente logra un segundo puesto, jugando el play off nacional, disputando partidos decisivos en la región de Roma ( contra el Boreale Calcio de la ciudad de Roma) y en Umbria ( contra Ellere Calcio, de la ciudad de Perugia), ganando semifinal y final y logrando el ascenso a la Serie D, marcando dos goles y cumpliendo el objetivo de la sociedad de Budoni.
Para el segundo semestre del 2023 acuerda jugar para Bonorva Calcio de Sardegna, esta vez vez en la 6.ª categoría italiana, Promozione, marca dos goles y aquí decide de común acuerdo la interrupción del contrato con la institución y en diciembre se suma a la Villacidrese Calcio donde se encuentra disputando el campeonato de Eccellenza Sarda 2023/2024
- Partidos jugados: 365

- Goles: 18

## Clubes
| Club                          | País      | Año       |
| ----------------------------- | --------- | --------- |
| Atlas                         | Argentina | 2007-2008 |
| Deportivo Morón               | Argentina | 2008-2010 |
| Sportivo Italiano             | Argentina | 2010-2013 |
| Estudiantes de Bs.As          | Argentina | 2013-2014 |
| Platense                      | Argentina | 2015      |
| Deportivo Riestra             | Argentina | 2016-2018 |
| A.S.D New Pozzallo            | Italia    | 2019      |
| FC. Monteponi Iglesias 1923   | Italia    | 2019-2020 |
| U. S. Arbus Calcio 1953       | Italia    | 2020      |
| Polisportiva Olympia Agnonese | Italia    | 2020-2021 |
| Castellaneta Calcio 1962      | Italia    | 2021      |
| Sora Calcio 1907              | Italia    | 2021-2022 |
| Città di Anagni Calcio        | Italia    | 2022      |
| Polisportiva Budoni Calcio    | Italia    | 2022-2023 |
| Villacidrese Calcio           | Italia    | 2023-2024 |